# نيناد تسفيتكوفيتش (لاعب كرة قدم مواليد 1948)
نيناد تسفيتكوفيتش (بالسيريلية الصربية: Ненад Цветковић) (بالإنجليزية: Nenad Cvetković) (ولد في 23 ديسمبر 1948) هو مدرب ولاعب كرة قدم صربي سابق.

## مسيرته كلاعب
بدأ تسفيتكوفيتش مسيرته مع نادي رادنيتشكي نيش، وشارك لأول مرة في موسم 1966–67 من الدوري اليوغوسلافي الأول. سجل 58 هدفًا في 162 مباراة خلال مواسمه الستة مع النادي، قبل أن ينتقل إلى بارتيزان عام 1972.

## مسيرته كمدرب
تولى تسفيتكوفيتش تدريب نادي رادنيتشكي نيش في مناسبتين خلال تسعينيات القرن العشرين. كما عمل في الغابون، والكويت، والبحرين، وقبرص.

## وصلات خارجية
- نيناد تسفيتكوفيتش في موقع كرة القدم العالمية.نت